# 瓯海区
瓯海区是中国浙江省温州市下辖的一个市辖区，位于瓯江下游南岸。瓯海区政府驻地规划设于娄桥街道，目前政府办公地暂在景山街道。区域总面积为466.28平方公里。

## 历史
- 1981年3月5日，中共温州市委员会、温州市革命委员会向省委、省人民政府并抄送省民政厅《关于要求将市郊区建立瓯海县的报告》（市委[81]008号），“市委可以集中主要精力抓城市建设，并通过县委抓好农村工作”。
- 1981年12月，瓯海从温州市郊区析出，即以近郊、梧埏、永强、三溪、藤桥和西岸等6个区、4个镇、30个人民公社共589 450人，设置瓯海县。
- 1992年3月撤县设区。
- 1995年，周岙乡划入泽雅镇。
- 2001年7月，温州市辖区行政区划调整，原瓯海永强片共7个镇划归龙湾，藤桥片的2个镇3个乡和梧埏镇的4个村划归鹿城，瑞安市仙岩镇、丽岙镇并入瓯海。
- 2003年经省人民政府批准，撤销西岸、五凤垟、北林垟等3个乡，并入泽雅镇，将梧田镇、新桥镇、娄桥镇、南白象镇、茶山镇、三垟乡等五镇一乡的行政建制改为街道。现辖6个镇、7个街道，1个省级开发区，251个行政村、26个居委会。
- 2011年4月，温州乡镇行政区划大调整，瓯海区的潘桥、郭溪、瞿溪、丽岙、仙岩撤销镇建制，在原行政区域内设立街道办事处。此外，景山、新桥、娄桥、梧田、三垟、南白象、茶山等街道和泽雅镇原有建制保持不变。调整后，瓯海区下辖景山、新桥、娄桥、梧田、三垟、南白象、茶山、潘桥、郭溪、瞿溪、丽岙、仙岩等12个街道和泽雅镇1个镇；

## 行政区划
瓯海区下辖12个街道办事处、1个镇：
景山街道、梧田街道、茶山街道、南白象街道、新桥街道、娄桥街道、三垟街道、瞿溪街道、潘桥街道、丽岙街道、仙岩街道、郭溪街道和泽雅镇。

## 人口
2022年初常住人口为97.82万人，其中城镇常住人口为81.97万人。户籍人口总数为47.32万人。

## 交通
- 金温铁路：温州南站
- 温州轨道交通S1线：桐岭站、潘桥站、动车南站、新桥站、龙霞路站、三垟湿地站
- 温州轨道交通S3线：梧田站、温州中学站、南白象站、鹅湖站、茶山站、仙岩站

## 特产
丁岙杨梅：中国地理标志产品。